# Rossiter H. Crozier
Rossiter Henry Crozier (* 1943 in Indien; † 12. November 2009 in Townsville, Australien, bekannt auch als Ross Crozier) war ein australischer Entomologe und Zytogenetiker. In einem Nachruf in der Fachzeitschrift Science hieß es, Crozier „leistete Pionierarbeit bei der Verwendung genetischer Marker für die Untersuchung sozialer Insekten und verfasste entscheidende Beiträge zur Theorie der sozialen Evolution.“

## Leben
Ross Crozier wurde als Kind australischer Eltern während des Zweiten Weltkriegs in Indien geboren. Mit neun Jahren wurde er in seiner Heimat Australien in ein Internat, die Geelong Grammar School, eingeschult. Er studierte Zoologie an der Universität Melbourne, wo er auch seine spätere Ehefrau und enge wissenschaftliche Kollegin, Yuen Ching Kok, kennenlernte. Beide gingen in die USA, wo Crozier 1969 an der Cornell University seinen Doktor-Grad (Ph.D.) in der Arbeitsgruppe des Genetikers William Lacy Brown erwarb. Danach erhielt er 1970 eine Stelle als Assistant Professor und ab 1969 als ordentlicher Professor an der University of Georgia, die er 1975 zugunsten einer Professur an der University of New South Wales in Australien aufgab. 1990 wechselte er als Professor für Genetik an die La Trobe University in Melbourne, und ab dem Jahr 2000 war er Professor für evolutive Genetik an der James Cook University im australischen Bundesstaat Queensland.
Er verstarb im Alter von 66 Jahren an den Folgen eines Herzinfarktes, den er in seinem Labor erlitten hatte. Er hinterließ seine Ehefrau Ching, die ebenfalls als Wissenschaftlerin an der James Cook University arbeitete, und zwei Söhne des Paars.

## Forschungsthemen
Crozier hatte während seines Aufenthalts an der Cornell University eine Methode entwickelt und 1968 publiziert, um die Chromosomen von Insekten durch Lufttrocknung zu präparieren und sie danach zählen und ihr Aussehen beschreiben zu können. Dies ermöglichte ihm, mit zunächst noch erheblichem Zeitaufwand die Anzahl der Chromosomen für dutzende Ameisen-Arten erstmals exakt darzustellen. Zudem konnte er dazu beitragen, umstrittene Abgrenzungen (Art oder Unterart) mit Hilfe von genetischen Markern zu klären. In Kooperation mit dem Genetiker Hirotami T. Imai, der Ende der 1960er-Jahre eine auf Quetschpräparaten beruhende Methode zur Analyse von Insekten-Chromosomen entwickelt hatte, führten sie 1975 ihre beiden Methoden zu einem optimierten Analyseverfahren zusammen. Die neue Methode ermöglichte es ihnen, noch im Gelände neben einem Ameisennest sitzend und binnen einer Stunde Chromosomen zu präparieren, ja sogar ohne spezielle Behandlung deren C-Bande (die Centromerregion) darzustellen. Ende 1975 hatte sie bereits die Chromosomen von 105 australischen Ameisenarten untersucht und bis 1977 auch – in Zusammenarbeit mit dem australischen Ökologen Robert W. Taylor – die Verwandtschaftsverhältnisse dieser Arten weitgehend geklärt. Die empirischen Studien von Crozier und Imai wurden Ende der 1970er-Jahre ergänzt durch theoretische Überlegungen zur Chromosomenevolution, wobei es damals insbesondere um die Frage ging, ob die bei heutigen Arten übliche Anzahl der Chromosomen durch Fusion von kleineren oder durch Teilung von größeren Einheiten zustande kam.
Crozier leistete ferner Beiträge zum Verständnis der Frage, warum sich weibliche soziale Insekten mit mehreren Männchen verpaaren. Dieses Verhalten führt dazu, dass die Nachkommen in ihrer Kolonie weniger nah verwandt miteinander sind als wenn diese von einem einzigen Männchen abstammen würden, was aus soziobiologischer Sicht zur Folge hat, dass sich ihr Sozialverhalten (insbesondere eusoziales Verhalten) im Verlauf der Stammesgeschichte nur erschwert entwickeln konnte. Gleichwohl sind die Kolonien dieser Insekten in der Regel größer als jene, deren Königin sich nur mit einem Männchen paart. Gemeinsam mit Robert E. Page benannte er 1985 mögliche Konstellationen in den sozialen Systemen der Arten, anhand derer überprüft werden kann, welche genetische Basis für Polyandrie vorteilhaft ist.
1993 publizierte er gemeinsam mit seiner Ehefrau die Nukleotidsequenz der Mitochondrien der Honigbiene (Apis mellifera), es war nach dem Mitochondrien-Genom von Drosophila das zweite eines Insekts.

## Ehrungen
- 2003 wurde Crozier Mitglied der Australian Academy of Science.[5]

## Schriften (Auswahl)
- An Acetic Acid Dissociation, Air-Drying Technique for Insect Chromosomes, With Aceto-Lactic Orcein Staining. In: Stain Technology. Band 43, Nr. 3, 1968, S. 171–173, doi:10.3109/10520296809115063.
- Interpopulation karyotype differences in Australian Iridomyrmex of the „detectus“ group (Hymenoptera: Formicidae: Dolichoderinae). In: Journal of the Australian Entomolgical Society. Band 7, 1968. S. 25–27, Volltext (PDF).
- Karyotypes of twenty-one ant species (Hymenoptera; Formicidae), with reviews of the known ant karyotypes. In: Canadian Journal of Genetics and Cytology. Band 12, Nr. 1, 1970, S. 109–128, doi:10.1139/g70-018.
- Coefficients of Relationship and the Identity of Genes by Descent in the Hymenoptera. In: American Naturalist. Band 104, Nr. 936, 1970, S. 216–217, doi:10.1086/282654.
- mit Hirotami T. Imai und Robert W. Taylor: Karyotype evolution in Australian ants. In: Chromosoma. Band 59, 1977, S. 341–393, doi:10.1007/BF00327974.
- mit Hirotami T. Imai: Quantitative Analysis of Directionality in Mammalian Karyotype Evolution. In: American Naturalist. Band 116, Nr. 4, 1980, S. 537–569, doi:10.1086/283646.
- mit Robert E. Page: On being the right size: male contributions and multiple mating in social Hymenoptera. In: Behavioral Ecology and Sociobiology. Band 18, 1985, S. 105–115, doi:10.1007/BF00299039.
- mit Michael W. J. Crosland: Myrmecia pilosula, an Ant with Only One Pair of Chromosomes. In: Science. Band 231, Nr. 4743, 1986, S. 1278, doi:10.1126/science.231.4743.1278.
- mit Yuen Ching Crozier: The Mitochondrial Genome of the Honeybee Apis Mellifera: Complete Sequence and Genome Organization. In: Genetics. Band 133, Nr. 1, 1993, S. 97–117, PMC 1205303 (freier Volltext).
- mit Hirotami T. Imai und Robert. W. Taylor: Experimental bases for the minimum interaction theory. I. Chromosome evolution in ants of the Myrmecia pilosula species complex (Hymenoptera: Formicidae: Myrmeciinae). In: Japanese Journal of Genetics. Band 69, Nr. 2, 1994, S. 137–182, doi:10.1266/jjg.69.137.
- mit Pekka Pamilo: Evolution of social insect colonies: sex allocation and kin selection. Oxford University Press, 1996, ISBN 978-0-19-854943-7.
- Charting uncertainty about ant origins. In: PNAS. Band 103, Nr. 48, 2006, S. 18029–18030, doi:10.1073/pnas.0608880103.
- Advanced eusociality, kin selection and male haploidy. In: Australian Journal of Entomology. Band 47, Nr. 1, 2008, S. 2–8, doi:10.1111/j.1440-6055.2007.00621.x.

## Belege
1. ↑  Jacobus J. Boomsma und Pekka Pamilo: Rossiter H. Crozier (1943–2009). In: Science. Band 327, Nr. 5961, 2010, S. 45, doi:10.1126/science.1185061.
2. ↑  Graham J. Thompson: Professor Rossiter H. Crozier 1943–2009. In: Evolution. Band 64, Nr. 4, 2010, S. 869–870, doi:10.1111/j.1558-5646.2009.00949.x.
3. ↑  Hirotami T. Imai: A productive friendship – my work in ant cytogenetics with Ross H. Crozier. In: Myrmecological News. Band 15, 2011, S. 1–5, Volltext.
4. ↑  Michael A. D. Goodisman: Ross H. Crozier (1943–2009). In: Entomologica Americana. Band 116, Nr. 1, 2010, S. 92, doi:10.1664/10-SN-002.1.
5. ↑  Leading scientist dies. (Memento vom 3. März 2011 im Internet Archive) Im Original publiziert auf dem Webserver der James Cook University vom 13. November 2009.

| Personendaten    | Personendaten                                    |
| ---------------- | ------------------------------------------------ |
| NAME             | Crozier, Rossiter H.                             |
| ALTERNATIVNAMEN  | Crozier, Rossiter Henry; Crozier, Ross           |
| KURZBESCHREIBUNG | australischer Insektenforscher und Zytogenetiker |
| GEBURTSDATUM     | 1943                                             |
| GEBURTSORT       | Indien                                           |
| STERBEDATUM      | 12. November 2009                                |
| STERBEORT        | Townsville, Australien                           |